# 骨齒人工角膜移植術
骨齒人工角膜移植術，簡稱OOKP，是可以讓嚴重角膜或是眼球表面受損患者恢復視力的角膜移植手術。首先先要由患者或是捐贈者處取得一顆牙齒。接著會在牙齒中切下垂直的一層，在和這一薄層垂直的方向鑽一個洞，再將人工晶狀體放入。將此一薄層置入患者的臉頰中，使其生長幾個月，然後植入眼睛內。
此手術最早是由義大利的眼科外科醫師Benedetto Strampelli在1960年代初期進行。Strampelli是1996年成立的International Intra-Ocular Implant Club（IIIC）的創會成員之一。

## 外部連結
- 香港中文大學眼科及視覺科學學系新聞稿－「以牙換眼」 — 角膜眼疾失明者的新希望(二零零六年四月二十七日) （页面存档备份，存于）
- . 2008-02-29  [2013-08-28]. （原始内容存档于2019-06-08）.
- . 中央通訊社. 2017-04-18  [2017-04-18]. （原始内容存档于2018-09-20） （中文（繁體））.
- . 2009-07-05. （原始内容存档于2009-07-08）.